# میکیلا می
میکیلا می (آلمانی: Michaela May؛ زادهٔ ۱۸ مارس ۱۹۵۲ (۷۳ سال)) بازیگر اهل آلمان است.
از فیلم‌ها یا برنامه‌های تلویزیونی که وی در آنها نقش داشته‌است می‌توان به تماس با پلیس ۱۱۰، کلبه عمو تام و همه خانم‌های قلعه این کار را خیلی دوست دارند اشاره کرد.